# Stanisław Leszczyński (1897–1940)
Stanisław Kazimierz Leszczyński (ur. 30 października 1897 w Tyśmieniczanach, zm. 23 lub 24 kwietnia 1940 w Katyniu) – podporucznik rezerwy piechoty Wojska Polskiego, ofiara zbrodni katyńskiej.

## Życiorys
Syn Kazimierza i Marii z Balickich. Żołnierz armii gen. Hallera we Francji. Uczestnik wojny 1920.       
W okresie międzywojennym ukończył Seminarium Nauczycielskie w Stanisławowie i kurs w Szkole Podchorążych Rezerwy Piechoty w Śremie. Pracował jako referendarz kuratorium Okręgu Szkolnego Lubelskiego. W latach 1937–1938 na Katolickim Uniwersytecie Lubelskim odbył kurs umiejętności administracyjnych.    
Awansowany ze stopnia starszego sierżanta podchorążego na podporucznika rezerwy piechoty ze starszeństwem z dniem 1 września 1929 i 4 lokatą w korpusie oficerów rezerwy piechoty. Awans został ogłoszony 23 maja 1930. Został wcielony do 9 pułku piechoty Legionów i podlegał pod PKU Hrubieszów. W 1932 miał 3 lokatę w swoim starszeństwie i podlegał pod PKU Lublin - Miasto.    
Zmobilizowany pod koniec sierpnia 1939. Podczas kampanii wrześniowej walczył w II batalionie Obrony Lublina. Pod naporem wojsk niemieckich wycofał się z oddziałami broniącymi Lublina na wschód, gdzie w nieznanych okolicznościach dostał się do niewoli sowieckiej. Według stanu z 19 października 1939 był jeńcem obozu juchnowskiego (Juchnow k. Kaługi, Rosja). W listopadzie 1939 przewieziony do obozu jenieckiego w Kozielsku, gdzie przebywał co najmniej do 17 kwietnia 1940. 22 kwietnia 1940 przekazany do dyspozycji naczelnika Zarządu NKWD Obwodu Smoleńskiego – lista wywózkowa 040/2 poz. 82 nr akt 2712 z 20 kwietnia 1940. Został zamordowany 23 lub 24 kwietnia 1940 w Lesie Katyńskim przez funkcjonariuszy Obwodowego Zarządu NKWD w Smoleńsku oraz pracowników NKWD przybyłych z Moskwy na mocy decyzji Biura Politycznego KC WKP(b) z 5 marca 1940. Ofiary tej zbrodni grzebano w bezimiennych mogiłach zbiorowych, gdzie od 28 lipca 2000 mieści się oficjalnie Polski Cmentarz Wojenny w Katyniu. W miejscu tym prowadzone były ekshumacje i prace archeologiczne. Zidentyfikowany podczas ekshumacji prowadzonej przez Niemców w 1943 pod numerem 2443 – dosł. opisany jako Leszczynski Stanislaw Kazimierz (raport dzienny z 18 maja 1943). Przy szczątkach Stanisława Leszczyńskiego znaleziono: legitymację urzędnika państwowego, kartę pocztową oraz baretkę odznaczeniową. Po ekshumacji z dołu śmieci spoczął w mogile bratniej, prawdopodobnie trzeciej. Figuruje na liście Komisji Technicznej PCK pod numerem 02443. Nazwisko Leszczyńskiego znajduje się na liście ofiar opublikowanej w Gońcu Krakowskim nr 139, w Nowym Kurierze Warszawskim nr 145 z 1943. W Archiwum Robla (pakiet 0638-01) w notatkach znalezionych przy szczątkach Witolda Stróżewskiego jest wymienione nazwisko (bez imienia) Leszczyńskiego w spisie nazwisk tzw. „oddziału 8".       

### Życie prywatne
Był wdowcem, gdy zawarł związek małżeński z Marią z domu Ładzińską, z którą miał trzy córki. Mieszkał w Lublinie. Interesował się fotografowaniem.

## Ordery i odznaczenia
- Krzyż Walecznych[24]
- Srebrny Krzyż Zasługi[1]
- Medal Pamiątkowy za Wojnę 1918–1921[25]
- Medal Dziesięciolecia Odzyskanej Niepodległości[25]
- Krzyż Kampanii Wrześniowej – pośmiertnie 1 stycznia 1986[26]
- Państwowa Odznaka Sportowa[22]
- Odznaka Szkoły Podchorążych Rezerwy Piechoty[25]

## Upamiętnienie
5 października 2007 minister obrony narodowej Aleksander Szczygło mianował go pośmiertnie na stopień porucznika. Awans został ogłoszony 10 listopada 2007 w Warszawie, w trakcie uroczystości „Katyń Pamiętamy – Uczcijmy Pamięć Bohaterów”.
28 kwietnia 2011, w ramach akcji „Katyń... pamiętamy" / „Katyń... Ocalić od zapomnienia”, został posadzony Dąb Pamięci, a także odsłonięto tablicę pamiątkową ku czci Stanisława Kazimierza Leszczyńskiego, na terenie Szkoły Podstawowej im. Bolesława Prusa w Wólce Rokickiej, certyfikat 3683/5991/WE/2011. W uroczystości tej uczestniczyła m.in. jego młodsza córka Maria Leszczyńska.